# Фриман, Иан
И́ан Уи́льям Фри́ман (англ. Ian William Freeman; род. 11 октября 1966, Сандерленд) — английский боец смешанного стиля, представитель тяжёлой и полутяжёлой весовых категорий. Выступал на профессиональном уровне в период 1999—2013 годов, известен по участию в турнирах бойцовских организаций UFC, M-1 Global, Pancrase, Cage Rage и др. Владел титулами чемпиона Cage Rage, HnS, British Vale Tudo, победитель British Grand Prix '99. В течение многих лет является штатным ринг-анонсером M-1 Global.

## Биография
Иан Фриман родился 11 октября 1966 года в городе Сандерленд графства Тайн-энд-Уир, Англия. В молодости серьёзно занимался боксом, посвятив этому спорту около десяти лет. Тренировался под руководством своего отца-боксёра, становившегося чемпионом Любительской боксёрской ассоциации Англии.
Во время работы швейцаром ему приходилось применять свои бойцовские навыки, и он стал их развивать — в течение нескольких месяцев осваивал джиу-джитсу, выступал на любительских соревнованиях по вале-тудо. Ему довелось потренироваться с несколькими известными бразильскими мастерами, в том числе с Марку Руасом и Рензу Грейси.
Дебютировал в смешанных единоборствах на профессиональном уровне в июне 1999 года на турнире British Grand Prix, победив за один вечер сразу троих соперников. Продолжая выступать в различных английских промоушенах, взял верх ещё над несколькими бойцами, в том числе над Тревисом Фултоном.
Имея в послужном списке семь побед без единого поражения, в 2000 году Фриман привлёк к себе внимание крупнейшей американской организации Ultimate Fighting Championship. Первый поединок здесь проиграл, но затем два боя выиграл.
Также в этот период дважды выступил на турнирах Pancrase в Японии, один раз подрался на турнире M-1 Global в России. На турнирах в Голландии встречался с такими известными бойцами как Боб Схрейбер и Валентейн Оверем, но обоим уступил досрочно.
В июле 2001 года завоевал титул чемпиона HOOKnSHOOT в супертяжёлом весе, выиграв единогласным решением у бразильца Карлуса Баррету.
Одну из самых значимых побед в своей спортивной карьере одержал в июле 2002 года на турнире UFC в Лондоне, встретившись с непобеждённым американским тяжеловесом Фрэнком Миром. В первом раунде Фриман обрушил на Мира град ударов и выиграл техническим нокаутом на глазах у своих английских болельщиков. Эта впечатляющая победа позволила ему закрепиться в тяжёлом дивизионе UFC, однако в следующем поединке он встретился с белорусом Андреем Орловским и сам проиграл техническим нокаутом. В поединке против Вернона Уайта была зафиксирована ничья, и на этом сотрудничество Фримана с организацией подошло к концу — он вернулся выступать в Великобританию.
В период 2004—2008 годов Иан Фриман достаточно успешно выступал в британском промоушене Cage Rage Championships, где сумел завоевать титулы чемпиона в тяжёлой и полутяжёлой весовых категориях. Единственное поражение потерпел здесь от голландского кикбоксера Мелвина Манхуфа, оказавшись в нокауте уже на 17 секунде первого раунда.
Планировалось его возвращение в UFC ради боя с Форрестом Гриффином, но Фриман получил травму во время катания на лошади и вынужден был отказаться от этого поединка. Боец также страдал от синдрома хронической усталости, из-за которого вынужден был делать длительные перерывы в своей спортивной карьере.
В 2009 году Фримен был приговорён к девяти месяцам лишения свободы за уклонение от уплаты налогов. Также ему назначили 120 часов общественных работ и обязали носить электронный браслет. Его жена, как соучастница преступления, так же подверглась наказанию.
Начиная с 2009 года Фриман является постоянным ринг-анонсером M-1 Global, присутствуя на всех турнирах организации. Принимал участие в поединках в качестве рефери, неоднократно появлялся в различных развлекательных телешоу. Написал книгу-автобиографию Cage Fighter: The True Story of Ian 'The Machine' Freeman.
После более чем пятилетнего перерыва в 2013 году Иан Фриман вернулся в смешанные единоборства для выступления на турнире UCFC в Англии. Изначально ему в соперники планировался знаменитый Кен Шемрок, но у того возникли разногласия с руководством насчёт контракта, и в итоге соперником выбрали Рикко Родригеса. Фриман выиграл техническим нокаутом в первом раунде и теперь уже окончательно завершил бойцовскую карьеру, сославшись на возраст и состояние здоровья.

## Статистика в профессиональном ММА
| Боёв 28  | Побед 20 | Поражений 7 |
| -------- | -------- | ----------- |
| Нокаутом | 9        | 4           |
| Сдачей   | 7        | 3           |
| Решением | 4        | 0           |
| Ничьи    | 1        | 1           |

| Результат | Рекорд | Соперник         | Способ                    | Турнир                                            | Дата             | Раунд | Время | Место                   | Примечание                                                   |
| --------- | ------ | ---------------- | ------------------------- | ------------------------------------------------- | ---------------- | ----- | ----- | ----------------------- | ------------------------------------------------------------ |
| Победа    | 20-7-1 | Рикко Родригес   | TKO (удары руками)        | UCFC 5 — Legends of MMA                           | 27 июля 2013     | 1     | 2:11  | Донкастер, Англия       |                                                              |
| Победа    | 19-7-1 | Пол Каун         | Единогласное решение      | Cage Rage 26                                      | 10 мая 2008      | 3     | 5:00  | Бирмингем, Англия       | Выиграл титул чемпиона Cage Rage British в полутяжёлом весе. |
| Победа    | 18-7-1 | Марк Эпштейн     | Единогласное решение      | Cage Rage 18                                      | 30 сентября 2006 | 3     | 5:00  | Лондон, Англия          | Выиграл титул чемпиона Cage Rage British в полутяжёлом весе. |
| Поражение | 17-7-1 | Мелвин Манхуф    | KO (удары руками)         | Cage Rage 17                                      | 1 июля 2006      | 1     | 0:17  | Лондон, Англия          | Бой за титул чемпиона Cage Rage в полутяжёлом весе.          |
| Победа    | 17-6-1 | Уилл Элуорти     | TKO (удары руками)        | House of Pain 1                                   | 12 декабря 2004  | 1     | N/A   | Суонси, Уэльс           |                                                              |
| Победа    | 16-6-1 | Райан Робинсон   | TKO (удары руками)        | Cage Rage 9                                       | 27 сентября 2004 | 1     | 2:44  | Лондон, Англия          | Выиграл титул чемпиона Cage Rage в тяжёлом весе.             |
| Победа    | 15-6-1 | Кит Дейс         | TKO (удары руками)        | Cage Warriors 5                                   | 2 ноября 2003    | 1     | 0:47  | Саут-Шилдс, Англия      |                                                              |
| Ничья     | 14-6-1 | Вернон Уайт      | Раздельное решение        | UFC 43                                            | 6 июня 2003      | 3     | 5:00  | Парадайс, США           |                                                              |
| Победа    | 14-6   | Герхард Эттль    | Сдача (рычаг локтя)       | FFAA: Fight Night Championships 4                 | 22 февраля 2003  | 2     | 1:40  | Грац, Австрия           |                                                              |
| Поражение | 13-6   | Андрей Орловский | TKO (удары руками)        | UFC 40                                            | 22 ноября 2002   | 1     | 1:25  | Лас-Вегас, США          |                                                              |
| Победа    | 13-5   | Фрэнк Мир        | TKO (удары руками)        | UFC 38                                            | 13 июля 2002     | 1     | 4:35  | Лондон, Англия          |                                                              |
| Победа    | 12-5   | Карлус Баррету   | Единогласное решение      | HOOKnSHOOT: Kings 1                               | 17 июля 2001     | 3     | 5:00  | Эвансвилл, США          | Выиграл вакантный титул чемпиона HnS в супертяжёлом весе.    |
| Победа    | 11-5   | Станислав Нущик  | Сдача (удушение спереди)  | FFAA: Fight Night Championship 3                  | 14 июля 2001     | 1     | 1:57  | Грац, Австрия           |                                                              |
| Поражение | 10-5   | Станислав Нущик  | KO (удар рукой)           | M-1 MFC: Russia vs. the World 1                   | 27 апреля 2001   | 1     | 0:20  | Санкт-Петербург, Россия |                                                              |
| Поражение | 10-4   | Валентейн Оверем | Сдача (удары коленями)    | 2 Hot 2 Handle: Simply The Best                   | 18 марта 2001    | 1     | 1:42  | Роттердам, Нидерланды   |                                                              |
| Поражение | 10-3   | Осами Сибуя      | Сдача (травма ребра)      | Pancrase: Proof 1                                 | 4 февраля 2001   | 1     | 3:51  | Токио, Япония           |                                                              |
| Поражение | 10-2   | Боб Схрейбер     | TKO (остановлен врачом)   | It's Showtime Christmas Edition                   | 12 декабря 2000  | 1     | 1:28  | Харлем, Нидерланды      |                                                              |
| Победа    | 10-1   | Тедд Уильямс     | Единогласное решение      | UFC 27                                            | 22 сентября 2000 | 3     | 5:00  | Новый Орлеан, США       |                                                              |
| Победа    | 9-1    | Боб Стайнз       | KO (удар рукой)           | Pancrase: 2000 Neo-Blood Tournament Opening Round | 23 июля 2000     | 1     | 2:38  | Токио, Япония           |                                                              |
| Победа    | 8-1    | Нейт Шройдер     | Сдача (удары руками)      | UFC 26                                            | 9 июня 2000      | 2     | 2:13  | Сидар-Рапидс, США       |                                                              |
| Поражение | 7-1    | Скотт Адамс      | Сдача (скручивание пятки) | UFC 24                                            | 10 марта 2000    | 1     | 3:09  | Лейк-Чарльз, США        |                                                              |
| Победа    | 7-0    | Тревис Фултон    | TKO (отказ)               | Millennium Brawl 1                                | 5 декабря 1999   | 2     | 5:00  | Англия                  |                                                              |
| Победа    | 6-0    | Дейв Шортби      | TKO (удары руками)        | Total Fight KRG 5                                 | 3 октября 1999   | 1     | 2:02  | Бакингемшир, Англия     |                                                              |
| Победа    | 5-0    | Марк Ламборн     | Сдача (удушение сзади)    | British Vale Tudo                                 | 28 августа 1999  | 1     | 0:55  | Англия                  | Выиграл титул чемпиона British Vale Tudo.                    |
| Победа    | 4-0    | Кит Дейс         | Сдача (гильотина)         | British Vale Tudo                                 | 28 августа 1999  | 1     | 0:46  | Англия                  |                                                              |
| Победа    | 3-0    | Камал Локк       | Сдача (замок голени)      | British Grand Prix '99                            | 27 июня 1999     | 1     | 3:55  | Англия                  | Выиграл 1999 British Grand Prix.                             |
| Победа    | 2-0    | Скотти Смит      | TKO                       | British Grand Prix '99                            | 27 июня 1999     | 1     | 0:09  | Англия                  |                                                              |
| Победа    | 1-0    | Тони Бейли       | Сдача (гильотина)         | British Grand Prix '99                            | 27 июня 1999     | 1     | 1:32  | Англия                  |                                                              |